# Seuls (pel·lícula de 1981)
Seuls és una pel·lícula suïssa dirigida per Francis Reusser i estrenada el 1981.

## Argument
Es tracta d'un thriller fantàstic sobre Èdip narrat pel besnét del personatge principal, el viatge interior d'un home que torna a visitar la seva memòria.
A causa de la trobada accidental d'una fotografia a una cabina de fotos, Jean comença a fer trobades inusuals que el porten a tenir estranyes relacions romàntiques.

## Repartiment
- Niels Arestrup
- Christine Boisson
- Michael Lonsdale
- Bulle Ogier
- Olimpia Carlisi

## Selections
- 1981 : 34è Festival Internacional de Cinema de Canes (selecció de la Quinzena de Cineastes)[3]
- 1981 : Festival Internacional de Cinema de Locarno[4]
- 1981 : Festival Internacional de Cinema de Sant Sebastià[5]